# Praia de Ponta Negra (Natal)
Praia de Ponta Negra com o Morro do Careca ao fundo
A Praia de Ponta Negra, ou simplesmente Ponta Negra, é uma praia localizada no bairro de mesmo nome em Natal, capital do estado brasileiro do Rio Grande do Norte. É a praia da cidade mais visitada pelos turistas, onde se localiza o Morro do Careca, o ponto turístico mais famoso de Natal. Ao longo da orla, existem várias pedras de coloração escura que deram o nome à praia e, consequentemente, ao bairro.
A praia foi frequentada por norte-americanos na Segunda Guerra Mundial, durante a construção da Base Aérea de Natal, que hoje fica em Parnamirim, e se tornou um ponto de veraneio. Consolidou-se como a praia mais turística de Natal a partir dos anos 80/90, quando o bairro atraiu investimentos e viveu um intenso crescimento imobiliário. No início do anos 2000, a Prefeitura de Natal construiu o calçadão de Ponta Negra, com cerca de quatro quilômetros, substituindo as tradicionais barracas de praia pelos quiosques.
À beira-mar está a Rua Erivan França, que concentra vários bares, restaurantes e hotéis e onde tem início o calçadão. Caminhando em direção ao norte, a rua se bifurca e passa se chamar Rua Tívoli, subindo uma íngreme colina em direção à Avenida Engenheiro Roberto Freire e o calçadão prossegue por mais dois quilômetros, frequentados por praticantes de caminhadas. Nesse trecho, existe absoluta predominância de pousadas, ocasionalmente entremeadas por barracas.
Em 2012, o forte avanço do mar destruiu boa parte do calçadão da praia. Estão em curso uma série de obras para a recuperação do trecho e o calçadão já foi totalmente recuperado. A Praia de Ponta Negra é um dos sete pontos da "Área Especial de Interesse Turístico" do litoral e, por isso, a praia é vigiada 24 horas por dia, por algumas das 23 câmeras instaladas ao longo do litoral de Natal.

## Obra de engorda
A obra de engorda da praia de ponta negra finalizou em janeiro de 2025. 
A obra visa combater a erosão que afetava o morro do careca e o calçadão da praia. 
A faixa de areia foi ampliada para 100 metros na maré baixa e 50 na maré alta.
O alargamento da faixa de areia cobre 4,6 quilômetros iniciando na via costeira e terminando no morro do careca.

| Oceano Atlântico                                          |                                                    |                                                                    |
| precedida por: Via Costeira (Natal) · Rio Grande do Norte | Praia de Ponta Negra (Natal) · Rio Grande do Norte | sucedida por: Praia de Cotovelo (Parnamirim) · Rio Grande do Norte |